# Laelia diascia
Laelia diascia är en fjärilsart som beskrevs av George Francis Hampson 1905. Laelia diascia ingår i släktet Laelia och familjen tofsspinnare. Inga underarter finns listade i Catalogue of Life.